# María de Austria (1603)
María de Austria (Valladolid, 1 de febrero de 1603-Valladolid, 1 de marzo de 1603) fue una infanta de España muerta en la infancia.

## Biografía
María fue la tercera de los hijos del matrimonio formado por Felipe III y Margarita de Austria-Estiria. Nació en Valladolid, que se había convertido en capital de la monarquía hispánica en 1601. Murió al mes de edad.

Se encuentra sepultada en el Panteón de Infantes del monasterio de El Escorial, en concreto en la sexta cámara sepulcral, en el conocido comúnmente como mausoleo de párvulos, bajo la inscripción:
MARIA, PHILIPPI III FILIA